# Фахд Юссеф
Фахд Юссеф (араб. فهد يوسف, нар. 15 травня 1987, Камишли) — сирійський футболіст, півзахисник йорданського клубу «Аль-Вахдат».
Виступав, зокрема, за клуби «Аль-Джихад» та «Тат Рас», а також національну збірну Сирії.

## Клубна кар'єра
У дорослому футболі дебютував 2006 року виступами за команду «Аль-Джихад», у якій провів п'ять сезонів. 
Своєю грою за цю команду привернув увагу представників тренерського штабу клубу «Тат Рас», до складу якого приєднався 2011 року. Відіграв за команду з Ель-Карака наступні чотири сезони своєї ігрової кар'єри.
Згодом з 2015 по 2020 рік грав у складі команд «Аль-Джазіра» (Амман), «Аль-Вахдат», «Аль-Сайлія» та «Аль-Сайлія».
До складу клубу «Аль-Вахдат» приєднався 2020 року. Станом на 4 лютого 2024 року відіграв за команду з Аммана 22 матчі в національному чемпіонаті.

## Виступи за збірну
У 2015 році дебютував в офіційних матчах у складі національної збірної Сирії.
У складі збірної був учасником кубка Азії з футболу 2019 року в ОАЕ, кубка Азії з футболу 2023 року у Катарі.
| Дата       | Місто          | Господарі      | Результат | Гості     | Турнір                     | Голи | Примітки |
| ---------- | -------------- | -------------- | --------- | --------- | -------------------------- | ---- | -------- |
| 06-01-2019 | Шарджа (місто) | Сирія          | 0 – 0     | Палестина | Кубок Азії 2019 - 1-й етап | -    |          |
| 10-01-2019 | Аль-Айн        | Йорданія       | 2 – 0     | Сирія     | Кубок Азії 2019 - 1-й етап | -    | 70'      |
| 15-01-2019 | Аль-Айн        | Австралія      | 3 – 2     | Сирія     | Кубок Азії 2019 - 1-й етап | -    | 72'      |
| 07-10-2021 | Сеул           | Південна Корея | 2 – 1     | Сирія     | Відбір до ЧС 2022          | -    |          |
| Усього     |                | Матчів         | 4         |           | Голів                      | 0    |          |